# Écluse d'Emborrel
L'écluse d'Emborrel est une écluse à chambre unique du canal du Midi située sur la commune de Avignonet-Lauragais dans la Haute-Garonne. Construite vers 1670, elle se trouve à 47,5 km de Toulouse (Ponts-Jumeaux).
L'écluse d'Emborrel, ascendante dans le sens ouest-est, se trouve à une altitude de 189 m. Les écluses adjacentes sont l'écluse de l'Océan à l'est et l'écluse d'Encassan à l'ouest.